# Paris–Roubaix 1913

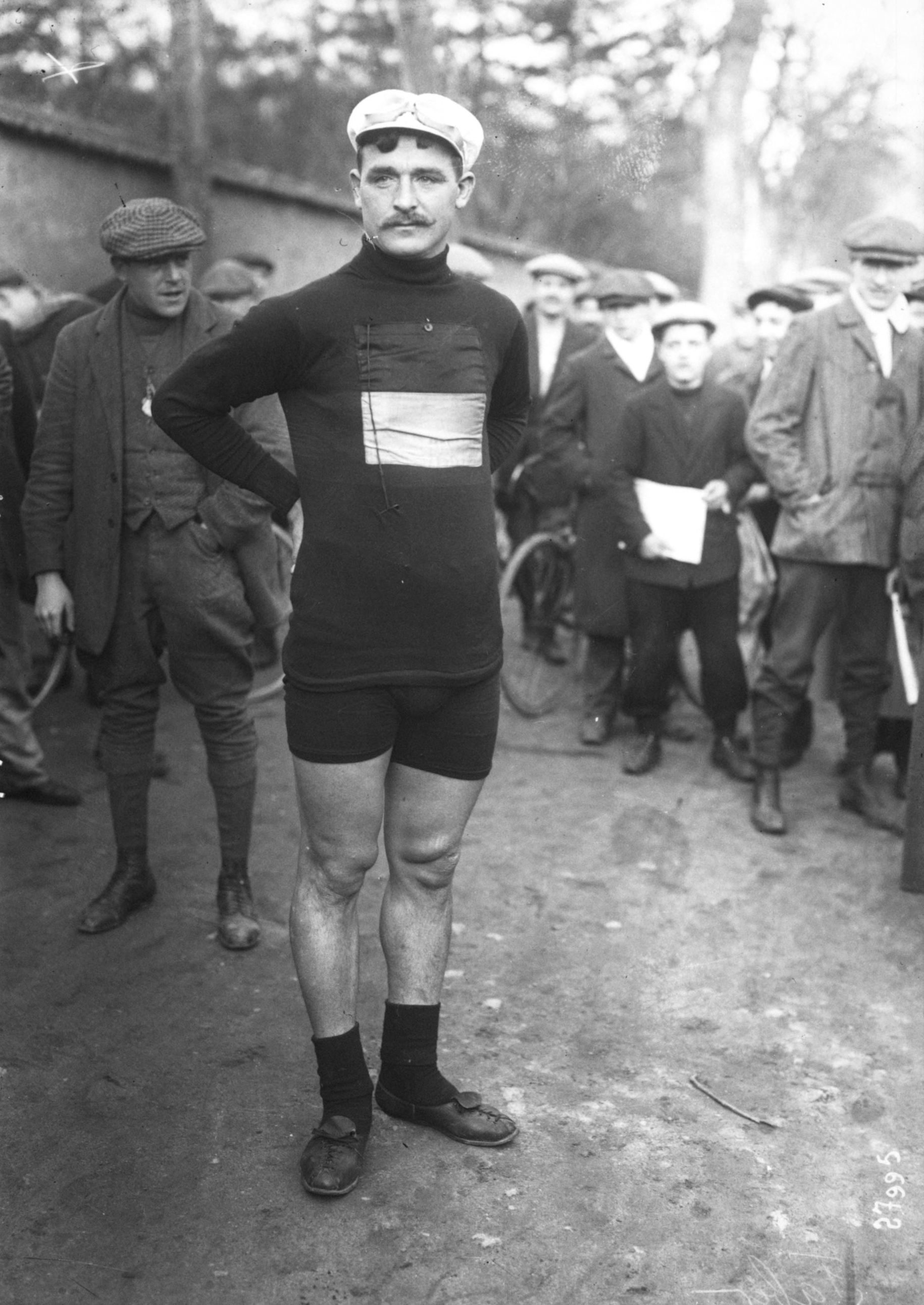
François Faber am Tag seines Sieges

Das Eintagesrennen Paris–Roubaix 1913 war die 18. Austragung des Radsportklassikers und fand am Sonntag, den 23. März 1913, statt.
Das Rennen ging von Chatou aus über 266 Kilometer. Es war kalt und es kam zu Graupelschauern auf den letzten Kilometern. Die genaue Zahl der Fahrer, die starteten, ist nicht bekannt; 85 Rennfahrer konnten sich platzieren, aber nur von 24 wurde die Zeit genommen. Der Sieger François Faber absolvierte das Rennen mit einer Durchschnittsgeschwindigkeit von 35,33 km/h.
Es gab eine Ausreißergruppe von sieben Fahrern, aus der Faber zunächst herausgefallen war. Doch bei einem Abschnitt, der bergab ging, gelang es ihm, wieder aufzuschließen. Charles Deruyter führte während der letzten drei Runden im Vélodrome roubaisien, doch gelang es Faber, ihn noch auf der Ziellinie abzufangen. Faber war der erste Luxemburger, der dieses Rennen gewann. Zwei Jahre später, im Mai 1915, fiel er als Soldat im Ersten Weltkrieg.
Bei dieser Austragung wurde das Rennen weiter „professionalisiert“: Da der Tausch des Rades verboten war, wurde diese nun mit einer Plombe unter dem Sattel versehen. Die Fahrradproduzenten wiederum bereiteten den Start ihrer Räder in den Werkstätte gezielt vor, da man wusste, dass ein Erfolg bei Paris–Roubaix sich positiv auf die Verkaufszahlen auswirkte. Unternehmen wie Peugeot oder Hutchinson schickten insgesamt sieben Automobile mit auf die Strecke. Der Radrennfahrer Antony Wattelier wiederum bot an, Sammlern Karten mit Tagesstempel aus Roubaix zu schicken.